# Rio Besòs
O Besòs é um rio que flui através da Catalunha, Espanha, formado pela confluência do Mogent e do Congost. Termina no Mediterrâneo. Sua bacia hidrográfica completa inclui as seguintes cidades : Aiguafreda, La Garriga, Sant Fost de Campsantelles, Canovelles, Granollers, Montmeló, Mollet del Vallès, Montcada i Reixac, Santa Coloma de Gramenet, Barcelona e Sant Adrià de Besòs. Devido ao seu clima mediterrânico, o rio pode ter um discrepâncias extremas de fluxo em função do tempo. Impossível de navegar, o Besós foi, contudo, uma ligação entre a costa da Catalunha e o interior. À medida que passa através de uma área altamente industrializados que é a região metropolitana de Barcelona, teve a duvidosa honra de ser o rio mais contaminado na Europa durante os anos 1970 e 1980. Desde meados da década de 1990, no entanto, o rio está em processo de recuperação. O Fórum Universal de les Cultures, que teve lugar em Barcelona em 2004, permitiu a criação de uma área de lazer denominado Parque Fluvial del Besòs, entre as cidades de Barcelona, Santa Coloma de Gramenet e Sant Adrià del Besos.